# Oppenberg
Oppenberg är en ort i kommunen Rottenmann i distriktet Liezen i förbundslandet Steiermark i Österrike. Oppenberg var tidigare en självständig kommun, men blev den 1 januari 2015 en del av kommunen Rottenmann.